# Список лідерів Ліги Націй
Керівництво Ліги Націй складалося з Генерального секретаря, заступника Генерального секретаря та Президента Асамблеї, обраних з країн-членів.

## Генеральні секретарі
| № | Ім'я                                                 | Фото | Країна          | Початок виконання обов'язків | Закінчення     |
| - | ---------------------------------------------------- | ---- | --------------- | ---------------------------- | -------------- |
| 1 | Джеймс Ерік Драммонд (англ. Sir James Eric Drummond) |      | Велика Британія | 1 серпня 1920                | 2 липня 1933   |
| 2 | Жозеф Луї Анн Авеноль (фр. Joseph Louis Anne Avenol) |      | Франція         | 3 липня 1933                 | 31 серпня 1940 |
| 3 | Шон Лестер (англ. Sean Lester)                       |      | Ірландія        | 31 серпня 1940               | 18 квітня 1946 |

## Заступники генеральних секретарів
| № | Ім'я                                                 | Фото | Країна                     | Термін    |
| - | ---------------------------------------------------- | ---- | -------------------------- | --------- |
| 1 | Жан Моне (фр. Jean Monnet)                           |      | Франція                    | 1919–1923 |
| 2 | Жозеф Луї Анн Авеноль (фр. Joseph Louis Anne Avenol) |      | Франція                    | 1923–1932 |
| 3 | Пабло де Аскарате (ісп. Pablo de Azcárate)           |      | Друга Іспанська республіка | 1933–1936 |
| 3 | Массімо Пілотті (італ. Massimo Pilotti)              |      | Італійське королівство     | 1933–1936 |
| 4 | Шон Лестер (англ. Sean Lester)                       |      | Ірландія                   | 1937–1940 |
| 4 | Френсіс Пол Волтерс (англ. Francis Paul Walters)     |      | Велика Британія            | 1937–1940 |

## Президенти Асамблеї
| Ім'я                          | Фото | Країна                     | Термін    |
| ----------------------------- | ---- | -------------------------- | --------- |
| Леон Буржуа                   |      | Франція                    | 1920      |
| Поль Іманс                    |      | Бельгія                    | 1920–1921 |
| Герман Адріан ван Карнебек    |      | Нідерланди                 | 1921–1922 |
| Августін Едвардс              |      | Чилі                       | 1922–1923 |
| Косме де ла Тор'єнте-і-Пераса |      | Куба                       | 1923–1924 |
| Джузеппе Мотта                |      | Швейцарія                  | 1924–1925 |
| Рауль Дандюран                |      | Канада                     | 1925–1926 |
| Альфонсо Коста                |      | Португалія                 | 1926      |
| Момчило Нінчич                |      | Югославія                  | 1926–1927 |
| Альберто Гуані                |      | Уругвай                    | 1927–1928 |
| Герлуф Зале                   |      | Данія                      | 1928–1929 |
| Хосе Густаво Герреро          |      | Сальвадор                  | 1929–1930 |
| Ніколае Тітулеску             |      | Румунське королівство      | 1930–1932 |
| Поль Іманс                    |      | Бельгія                    | 1932–1933 |
| Чарльз Теодор Те Вотер        |      | Південно-Африканський Союз | 1933–1934 |
| Рікард Сандлер                |      | Швеція                     | 1934      |
| Франсіско Кастільйо Нахера    |      | Мексика                    | 1934–1935 |
| Едвард Бенеш                  |      | Чехословаччина             | 1935–1936 |
| Карлос Сааведра Ламас         |      | Аргентина                  | 1936–1937 |
| Тевфік Рюштю Арас             |      | Туреччина                  | 1937–1937 |
| Ага-хан III                   |      | Британська Індія           | 1937–1938 |
| Еймон де Валера               |      | Ірландія                   | 1938–1939 |
| Карл Йоакім Гамбро            |      | Норвегія                   | 1939–1946 |